# سين شو
سين شو (بالصينية: 新竹市) هي مدينة تقع في شمال غرب تايوان. تُلقب بمدينة الريح، وذلك بسبب مناخها العاصف. تعد سادس أكبر مدن تايوان من حيث عدد السكان، حيث يفوق عدد سكانها 425 ألف نسمة في الوقت الحاضر.

## الجغرافيا
تقع سين شو في الشمال الغربي من جزيرة تايوان. يحدها محافظة سين شو من الشمال والشرق، أما من الجنوب فيحدها محافظة مياولي، ويحدها من الغرب مضيق تايوان.

## المناخ
مناخ سين شو هو مناخ رطب شبه مداري. تتساقط الأمطار على المدينة من شهر فبراير إلى سبتمبر . خصوصا من أبريل إلى أغسطس حيث تكون الأمطار مصاحبة للرياح الموسمية.
تخضع المدينة لطقس حار رطب بين شهري يونيو وسبتمبر, بينما تكون الفترة ما بين أكتوبر وديسمبر الأكثر اعتدالا في السنة. تتأثر المدينة بالرياح الشرقية القادمة من بحر الصين الشرقي. ولا تتعرض للمدينة لإعصارات التيفون والزلازل بشكل عام.

## الاقتصاد
تضم حديقة سين شو العلمية 360 شركة تكنولوجية حديثة، مثل: فيليبس، شركة تايوان لصناعة أشباه الموصلات المحدودة وغيرها. نتيجة لذلك، لدى المدينة أعلى مستوى دخل في تايوان. استثمرت الحكومة في حديقة سين شو 30 مليار دولار تايواني.
لعبت المدينة دوراً كبيرا في تطوير القطاع الصناعي في تايوان, لكنها تواجه منافسة استيرادية خصوصا من كوريا الجنوبية، اليابان، الولايات المتحدة وسنغافورة.

## أحداث
- مهرجان الشعير وكرات اللحم.
- المهرجان الدولي للزجاج.

## مشاهير
- يوان تسي لي الفائز بجائزة نوبل للكيمياء عام 1986.

## المدن التوأمة

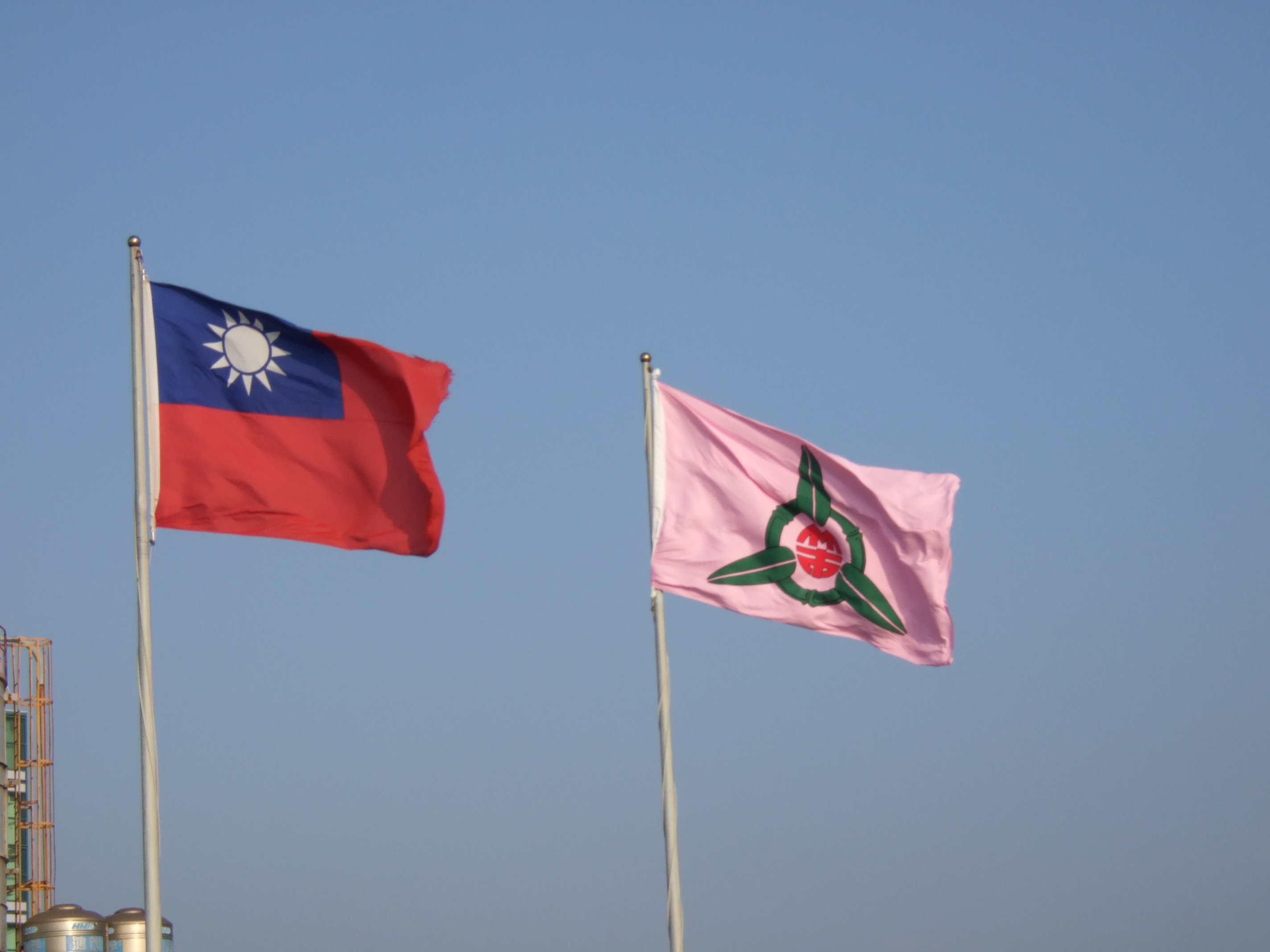
علم سين شو بجانب علم تايوان

| المدينة                            | الدولة           |
| ---------------------------------- | ---------------- |
| بيفيرتون، أوريغون                  | الولايات المتحدة |
| كاري, كارولاينا الشمالية           | الولايات المتحدة |
| كوبيرتينو، سانتا كلارا، كاليفورنيا | الولايات المتحدة |
| أوكاياما، أوكاياما                 | اليابان          |
| بلانو                              | الولايات المتحدة |
| بويرتو برينسيسا                    | الفلبين          |
| ريتشلاند، واشنطن                   | الولايات المتحدة |